# Ricardo Faty
Pour les articles homonymes, voir Faty.
Ricardo Faty, né le 4 août 1986 à Villeneuve-Saint-Georges, est un footballeur international sénégalais devenu consultant. 
Il est le frère du footballeur professionnel Jacques Faty.

## Biographie

### En club
Après trois ans de pré-formation a l'INF Clairefontaine (il est présent dans le documentaire À la Clairefontaine), il rejoint le Racing Club de Strasbourg à partir de juin 2002. Il est le jeune frère de Jacques Faty, international sénégalais. En juillet 2006, en fin de contrat avec Strasbourg, il s'engage avec l'AS Roma (Italie). Il y gagne une coupe d'Italie dès sa première saison.
Il est prêté en juillet 2007 au Bayer Leverkusen mais en manque de temps de jeu, en janvier 2008, l'international espoir décide de quitter la Bundesliga pour être prêté au FC Nantes.
Il dispute son premier match sous les couleurs jaunes et vertes contre Sedan en Coupe de la Ligue. Rentré en cours de jeu, il effectue un bon match, mais échoue dans l'exercice des tirs au but. Lors de son second match, le premier en Ligue 2, le FC Nantes se déplace à Brest. Sur un corner, Ricardo Faty ouvre le score avec une magnifique tête après un quart d'heure de jeu. Il totalisera 3 buts en 15 matches de Ligue 2.
À la suite de leur relégation en fin de saison 2008-2009, Le FC Nantes ne lève pas l'option d'achat de 3 millions d'euros, et ce dernier retournera donc dans son club de l'AS Rome .
En août 2010, il signe pour trois saisons au club grec de l'Aris Salonique. Dans la transaction, l'AS Rome inclut une option afin de le récupérer.
Le 12 juin 2012, l'AC Ajaccio annonce qu'il a trouvé un accord avec l'Aris Salonique pour le transfert de Ricardo Faty. Il rejoint donc le club corse.
Le 19 août 2014, il rejoint le Standard de Liège, y signant un contrat pour quatre saisons.
Il rejoint la Turquie en s'engageant le 30 aout 2015 pour trois ans avec Bursaspor.
En juin 2018, laissé libre par Bursaspor, Faty signe un contrat d'un an avec Ankaragücü. 
En mai 2019, mis à l'écart du groupe et non payé depuis un certain temps, Ricardo Faty résilie son contrat avec Ankaragücü,.
En septembre 2020, Faty retrouve l’Italie et s’engage dans le club de la Reggina 1914 pour 3 saisons.

### En sélection
Il est appelé pour la première fois par l'équipe nationale du Sénégal pour le match amical contre l'Afrique du Sud le 29 février 2012.

## Palmarès
AS Roma
- Coupe d’Italie
  - Vainqueur en 2007

 France Espoir
- Tournoi de Toulon
  - Vainqueur en 2006 et 2007 (Élu meilleur joueur du tournoi en 2006)